# Dicamptus xhosa
Dicamptus xhosa là một loài tò vò trong họ Ichneumonidae.